# Frontina tricolor
Frontina tricolor är en tvåvingeart som beskrevs av Hiroshi Shima 1988. Frontina tricolor ingår i släktet Frontina och familjen parasitflugor. Inga underarter finns listade i Catalogue of Life.